# San Pedro Valley
San Pedro Valley (SPV) é uma comunidade com mais de 300 startups localizada em Belo Horizonte.
O site da comunidade mostra uma lista de startups participantes que é gerida pela própria comunidade, a grande maioria delas ainda está no começo da vida, com uma média de dois anos e menos de três funcionários. Dentre as maiores empresas participantes aqui estão algumas que se destacam pelo seu crescimento, envolvimento com a comunidade e, por consequência, autoridade na comunidade (em ordem alfabética): 123Milhas, Beer or Coffe (Tysdo), BarbaRuiva.com (Aio, Beved e Vida de Startup), Dito, Hekima, Hotmart , Maxmilhas, Méliuz, Rock Content, POMME.art, TagPlus, Studio Sol (Palco MP3, Cifra Club, Letras.mus.br), Sympla, Tracksale.

## História
A origem da comunidade se deu quando a Akwan Information Technologies,  uma empresa brasileira localizada em Belo Horizonte, foi adquirida pela Google. O escritório da empresa foi depois escolhido para ser a sede das operações da Google no Brasil. Desde então, o número de startups em Belo Horizonte triplicou e o crescimento continua acelerado e  concentra-se principalmente no bairro de São Pedro. O bairro foi escolhido pelo preço menor de aluguel de espaço de escritórios, quando comparado com bairros mais nobres da cidade, como Savassi.
O nome San Pedro Valley surgiu com uma brincadeira entre empreendedores mineiros Edmar Ferreira da Rock Content e Mateus Bicalho da Hotmart fazendo referência ao Silicon Valley norte-americano. 
O programa Seed foi criado pelo governo de Minas Gerais para promover a criação e investimento em startups na região. Criado em 2013 e aberto em 2014, em três anos de funcionamento 120 startups foram beneficiadas pelo programa e juntas faturaram R$ 23 milhões, geraram 145 empregos e captaram R$ 10 milhões em investimento privado. Em 2015 o programa foi suspenso, mas retomado em 2016. Algumas das startups mais influentes do San Pedro Valley participaram do programa, como Beved, Smarttbot, Tracksale, Risu e outras. Em 2017, o programa Seed acelerou mais duas turmas de 40 startups.
Em 2021, um estudo feito pela Associação Brasileira de Startups (Abstartups), junto com a Delloite, indicou que Minas Gerais concentra mais de 9% das startups brasileiras. Nestes últimos anos, outras empresas surgiram no San Pedro Valley, como são os casos da Correria, Blow, Notum e Dynadok.

## Premiações
Eleita por duas vezes seguidas como melhor comunidade de startups do Brasil pelo Spark Awards (hoje Startup Awards), premiação realizada pela Associação Brasileira de Startups, no CASE, evento aunal de Startups da ABS.
O San Pedro Valley acabou sendo citado por jornais e notícias do mundo inteiro, como numa rede de televisão na Bélgica, na Exame, GQ Brasil, Valor Econômico, Estado de Minas, IDGNow, INFO, Forbes, Financial Times, Fast Company e muitos outros meios, tanto direta quanto indiretamente. A INFO, por exemplo, dedicou uma matéria exclusiva sobre o SPV em uma de suas versões impressas.